# موج ساختن: هنر صدای سینمایی
موج ساختن: هنر صدای سینمایی یک فیلم مستند محصول سال ۲۰۱۹ درباره تاریخچه طراحی صدا در سینمای ایالات متحده است. کارگردان این فیلم میج کاستین است.

## مصاحبه‌شوندگان
- والتر مرچ
- بن برت
- گری رایدستورم
- جرج لوکاس
- استیون اسپیلبرگ
- رابرت ردفورد
- باربارا استرایسند
- رایان کوگلر
- کریستوفر نولان
- هانس زیمر
- دیوید لینچ
- انگ لی
- سوفیا کوپولا
- پیتر ویر

## نقد
وب‌گاه جمع‌آوری نقد راتن تومیتوز درباره اتفاق نظر منتقدان نوشت: «موج ساختن: هنر صدای سینمایی ادای احترامی به جنبه‌ای جذاب از فیلم‌سازی دارد که اغلب نادیده گرفته می‌شود». این وب‌گاه بر پایه ۶۴ نقد مثبت یا منفی، امتیاز ۹۷% را به فیلم اختصاص داد. میانگین امتیاز در بین بررسی‌ها ۷٬۴۸/۱۰ است.  وب‌گاه مشابه متاکریتیک ۱۲ نقد را مورد بررسی قرار داد و ۱۱ نقد مثبت و ۱ نقد متوسط را ارزیابی نمود. میانگین نمره آن ۸۰ از ۱۰۰ بود که دارای «بررسی‌های مورد پذیرش» بود. 